# Gouvernement Raab I
 (août 2023).
Si vous disposez d'ouvrages ou d'articles de référence ou si vous connaissez des sites web de qualité traitant du thème abordé ici, merci de compléter l'article en donnant les références utiles à sa vérifiabilité et en les liant à la section « Notes et références ».
IIe République d'Autriche
Figl III Raab II
Le gouvernement Raab I (en allemand : Bundesregierung Raab I) est le gouvernement fédéral de la République d'Autriche entre le 2 avril 1953 et le 29 juin 1956, durant la troisième législature du Conseil national.

## Historique du mandat
Dirigé par le nouveau chancelier fédéral conservateur Julius Raab, ce gouvernement est constitué et soutenu par une « grande coalition » entre le Parti populaire autrichien (ÖVP) et le Parti socialiste d'Autriche (SPÖ). Ensemble, ils disposent de 147 députés sur 165, soit 89,1 % des sièges du Conseil national.
Il est formé à la suite des élections législatives anticipées du 22 février 1953.
Il succède donc au troisième gouvernement du conservateur Leopold Figl, constitué et soutenu par une coalition identique.

### Formation
Au cours du scrutin parlementaire, l'ÖVP est distancé en voix par le SPÖ, qui devient donc le premier parti politique autrichien du point de vue électoral. Toutefois, le système électoral donne un siège de moins au Parti socialiste, le Parti populaire restant ainsi la première force parlementaire. En conséquence de cette répartition, la direction du gouvernement fédéral échappe aux socialistes au profit des conservateurs. Les deux formations décident alors de reconduire leur coalition, formée en 1947.
Le 2 avril suivant, le président fédéral Theodor Körner nomme Julius Raab chancelier fédéral. Il forme son premier gouvernement le jour même, qui compte dix ministres fédéraux. Il s'agit alors de l'exacte réplique de l'équipe précédente, Raab lui-même excepté.

### Évolution
Plusieurs changements affectent la composition de l'exécutif au cours du mandat, la principale étant la désignation de Leopold Figl au poste de ministre fédéral des Affaires étrangères à peine sept mois après l'entrée en fonction du cabinet.

### Succession
Le 15 mai 1955, Julius Raab et Leopold Figl signent avec les Alliés le traité d'État qui rétablit la pleine souveraineté de l'Autriche et entre en vigueur le 27 juillet suivant. Le régime d'occupation prend officiellement fin le 25 octobre et la loi constitutionnelle relative à la neutralité est adoptée le lendemain.
Lors des élections législatives anticipées du 13 mai 1956, l'ÖVP dépasse nettement le SPÖ en voix et sièges. Les deux partis maintiennent alors leur alliance et constituent ensemble le gouvernement Raab II.

## Composition
- Par rapport au gouvernement Figl III, les nouveaux ministres sont indiqués en gras, ceux ayant changé d'attributions en italique.

| Fonction                                                         | Titulaire | Titulaire                                                                       | Parti |
| ---------------------------------------------------------------- | --------- | ------------------------------------------------------------------------------- | ----- |
| Chancelier fédéral                                               |           | Julius Raab                                                                     | ÖVP   |
| Vice-chancelier                                                  |           | Adolf Schärf                                                                    | SPÖ   |
| Ministre fédéral des Affaires étrangères                         |           | Karl Gruber (jusqu'au 26/11/1953) Leopold Figl                                  | ÖVP   |
| Ministre fédéral de l'Intérieur                                  |           | Oskar Helmer                                                                    | SPÖ   |
| Ministre fédéral de la Justice                                   |           | Josef Gerö (jusqu'au 28/12/1954) Hans Kapfer (à partir du 17/01/1955)           | Sans  |
| Ministre fédéral de l'Enseignement                               |           | Ernst Kolb (jusqu'au 31/10/1954) Heinrich Drimmel                               | ÖVP   |
| Ministre fédéral de la Sécurité sociale                          |           | Karl Maisel (jusqu'au 23/01/1956) Anton Proksch                                 | SPÖ   |
| Ministre fédéral des Finances                                    |           | Reinhard Kamitz                                                                 | ÖVP   |
| Ministre fédéral de l'Agriculture et des Forêts                  |           | Franz Thoma                                                                     | ÖVP   |
| Ministre fédéral du Commerce et de la Reconstruction             |           | Josef C. Böck-Greissau (jusqu'au 21/04/1953) Udo Illig (à partir du 28/04/1953) | ÖVP   |
| Ministre fédéral des Transports et des Entreprises nationalisées |           | Karl Waldbrunner                                                                | SPÖ   |